# Vladimír Zábrodský
Vladimír Zábrodský (født 7. marts 1923 i Prag, Tjekkoslovakiet, død 20. marts 2020 i Stockholm, Sverige) var en tjekkoslovakisk ishockeyspiller, der med med 306 liga- og 158 landskampsmål var blandt de bedste angribere og målscorere i den tjekkoslovakiske ishockeyhistorie. Som tjekkoslovakisk landsholdsspiller deltog han i seks verdensmesterskaber og to olympiske vinterlege, hvor han vandt han to VM-guldmedaljer og en -bronzemedalje, samt OL-sølv i 1948. Han vandt endvidere seks tjekkoslovakiske mesterskaber i ishockey i perioden 1945-1954 – fire med LTC Prag og to med TJ Spartak Praha Sokolovo, og fem gange blev han topscorer i den tjekkoslovakiske liga.
Zábrodský blev valgt til IIHF Hall of Fame, da den blev oprettet i 1997, og da den tjekkiske ishockeys hall of fame blev etableret i 2008, var han også blandt de først udpegede medlemmer.
Han var desuden en fremragende tennisspiller og spillede seks holdkampe for Tjekkoslovakiets Davis Cup-hold i perioden 1948-56.
I 1965 flygtede han sammen med sin kone til Sverige, hvor han boede resten af sit liv. Han blev bl.a. træner for ishockeyholdene Leksands IF, Rögle BK og Djurgårdens IF i perioden 1965-71, hvorefter han vendte tilbage til tennisverdenen som træner.

## Ishockeykarriere
Vladimír Zábrodský blev født i Prag som søn af Oldřich Zábrodský og russeren Olga Nikitina. Han begyndte at løbe på skøjter som 5-årig, og som 7-årig havde han for første gang en ishockeystav i hånden. Ni år gammel kunne han for første gang trække LTC Prag-trøjen over hovedet for den klub, han repræsenterede på seniorplan fra 1939 til 1950. Zábrodský spillede i kæde med Stanislav Konopásek og Václav Roziňák, og denne trio spillede også sammen på landsholdet i tre af de største turneringer i tjekkoslovakisk ishockeys historie, der resulterede i VM-guld i 1947, OL-sølv i 1948 og VM-guld i 1949. Zábrodský var kaptajn for de sidste to af disse hold.

### Landshold
Zábrodský var en naturlig målscorer, og verdensmesterskabet i 1947 var hans første store internationale succes. Det var den første landsholdsturnering siden VM i 1939, og i Canadas fravær dominerede tjekkoslovakkerne. Efter at have vundet seks af de syv kampe – eneste svipser var 1-2-nederlaget til Sverige – og kunne rejse hjem med guldmedaljerne. Holdet scorede 85 mål i disse kampe, hvoraf 26 blev sat ind af Zábrodský. Han scorede 12 mål i sejren på 24-0 over Belgien (herunder fem mål i tredje periode, hvilket er en delt rekord), og yderligere otte i en 23-1-sejr over Rumænien.
Det følgende år var Zábrodský igen dominerende ved de olympiske vinterlege i Sankt Moritz. Tjekkoslovakiet vandt sølvmedaljer efter Canada. Begge hold endte med syv sejre og en uafgjort kamp, efter at de to hold havde spillet 0-0 i deres indbyrdes opgør, men canadierne vandt guldet på grund af en bedre målscore. Zábrodský var kaptajn for sit hold og scorede 19 af holdets 80 mål, herunder hattrick i seks af holdets otte kampe, hvilket gjorde ham til toer på turneringens topscorerliste. Zábrodský var i øvrigt også tjekkoslovakkernes fanebærer ved legenes åbningsceremoni.
Zábrodský var kaptajn igen ved VM i 1949, hvor Sverige var VM-vært for første gang. Han scorede det første mål i medaljerunden i en afgørende sejr på 3-2 over Canada, og lavede også det afgørende mål på mesterskabets sidste dag i kampen mod værterne, hvor en sejr på 3-0 sikrede en historisk guldmedalje til Tjekkoslovakiet.
I disse år begyndte Sovjetunionens interesse i ishockey at blive vakt, og Vladímír Zábrodský var en af de tjekkoslovakiske spillere, der blev udvalgt til at hjælpe Sovjetunionen med at konvertere deres bandyspillere til ishockeyspillere i et program under ledelse af Josef Stalins søn, Vasilij.
Denne gyldne æra i tjekkoslovakisk ishockey endte på tragisk vis i 1950 før VM i London. Den kommunistiske regering mistænkte spillerne for at "hoppe af" under mesterskabet og trak derfor holdet fra turneringen. De fleste af spillerne blev anklaget og dømt for landsforræderi og idømt lange fængselsstraffe. Den eneste undtagelse var Zábrodský. Han blev i stedet udelukket fra landsholdet i en periode.
Zábrodský spillede sine sidste landsholdsturneringer ved verdensmesterskaberne i 1954 og 1995 samt ved vinter-OL 1956 i Cortina a'Ampezzo (hvor tjekkoslovakkerne blev nummer fem) og vandt bronzemedalje i 1955 på et noget svagere hold end dem, han havde anført i de første år efter anden verdenskrig.

### Klubhold
Vladimír Zábrodský spillede i mere end ti år på LTC Prags førstehold fra 1939 til 1950, hvorefter han fortsatte hos Sparta Prag i de sidste ti sæsoner af sin karriere fra 1950 til 1960.

#### Protektoratet Bøhmen og Mæhren
I perioden fra 1939-44, hvor var Tjekkoslovakiet under tysk herredømme, blev der spillet et "nationalt" mesterskab for Protektoratet Bøhmen og Mæhren, hvilket nogenlunde svarer til det nuværende Tjekkiet. LTC Prag vandt mesterskabet fire af de fem sæsoner med Zábrodský på holdet, og i den femte sæson endte holdet på andenpladsen. I den sidste af sæsonerne, 1943-44, blev Zábrodský ligatopscorer med 10 mål.
- Guld (4): 1939-40, 1941-42, 1942-43, 1943-44 (med LTC Prag).
- Sølv (1): 1940-41 (med LTC Prag).
- Topscorer (1): 1943-44 (10 mål).

#### Tjekkoslovakiet
Efter anden verdenskrig blev den tjekkoslovakiske liga genoptaget allerede i sæsonen 1945-46. LTC Prag vandt de fire første mesterskaber efter krigen, og Zábrodský kronede sæsonerne 1946-47 og 1948-49 med titlen som topscorer. Holdet vandt endvidere Spengler Cup tre sæsoner i træk fra 1946 til 1948. I sæsonen 1949-50 måtte LTC Prag imidlertid nøje med sølvmedaljerne, og herefter skiftede Zábrodský til lokalrivalerne fra TJ Spartak Praha Sokolovo. I den første sæson i Sparta var han med til at sikre holdet oprykning til den bedste række. I de følgende ni sæsoner i den bedste liga opnåede holdet to mesterskaber, en andeplads og en tredjeplads.
Vladimír Zábrodský opnåede fem gange at blive topscorer i den bedste tjekkoslovakiske liga.
- Guld (6): 1945-46, 1946-47, 1947-48, 1948-49 (med LTC Prag), 1952-53, 1953-54 (med TJ Spartak Praha Sokolovo).
- Sølv (1): 1956-57 (med Sparta Prag).
- Bronze (2): 1949-50 (med LTC Prag), 1955-56 (med TJ Spartak Praha Sokolovo).
- Topscorer(5): 1946-47 (17 mål i 6 kampe), 1948-49 (19 mål i 7 kampe), 1953-54 (30 mål i 15 kampe), 1956-57 (33 mål i 26 kampe), 1958-59 (23 mål i 22 kampe).

- Spengler Cup-vinder (3): 1946, 1947, 1948 (med LTC Prag).

## Tenniskarriere
Zábrodský repræsenterede Tjekkoslovakiet i Davis Cup i 1948, 1955 og 1956, hvor han i alt deltog i seks holdkampe. Han spillede ti kampe, hvoraf det blev til fem sejre og fem nederlag. I single klarede han sig bedst i første runde-kampen mod Belgien i 1955, hvor han vandt begge sine singlekampe.
I double spillede han sammen sin ishockeyholdkammerat Jaroslav Drobný i holdkampen mod Brasilien i 1948, hvor de vandt over Fernandes og Petersen med 6-3, 6-4, 6-0. Hans hyppigste doublemakker var imidlertid den ni år yngre Jiří Javorský. De to spillede sammen fire gange i 1955 og 1956 med to sejre og to nederlag som resultat. Zábrodský spillede sin sidste kamp i 1956, da han i 1-4-nederlaget til Danmark sammen med netop Javorský tabte med 6-8, 4-6, 7-5, 5-7 til Kurt Nielsen og Torben Ulrich.

## Tiden i Sverige
| Sæson   | Klub           | Række      | Placering             |
| ------- | -------------- | ---------- | --------------------- |
| 1965-66 | Leksands IF    | Division 1 | Nr. 4                 |
| 1966-67 | Leksands IF    | Division 1 | Kvartfinalist         |
| 1967-68 | Rögle BK       | Division 1 | Nr. 5 i syd-kredsen   |
| 1968-69 | Rögle BK       | Division 1 | Nr. 8 i syd-kredsen   |
| 1969-70 | Rögle BK       | Division 2 | Nr. 3 i syd B-kredsen |
| 1970-71 | Djurgårdens IF | Division 1 | Nr. 5 i nord-kredsen  |

I 1965 flygtede Vladimír Zábrodský sammen med sin familie til Sverige. Ved brug af falske pas formåede han at undslippe gennem Ungarn og Jugoslavien til sin bror, Oldrich, i Schweiz. Oldrich havde tidligere fået lov til at forlade Tjekkoslovakiet for at afslutte sin ishockeykarriere i Lausanne.
Familien fandt vej til Stockholm, hvor Vladimír boede resten af sit liv. Han blev træner for ishockeyholdene Leksands IF, Rögle BK og Djurgårdens IF i perioden 1965-71. I fem af de seks sæsoner spillede det hold, han trænede, i Sverige daværende bedste række, Division 1. Herefter han vendte tilbage til tennisverdenen son træner.

## Hædersbevisninger
- Medlem af IIHF Hall of Fame (1997)
- Medlem af tjekkisk ishockeys hall of fame (2008)